# كوجي ماتسورا
كوجي ماتسورا (باليابانية: 松浦 宏治) (5 مايو 1980 في هيوغو في اليابان – )؛ هو لاعب كرة قدم ياباني سابق كان يلعب كمهاجم.

## وصلات خارجية
- كوجي ماتسورا على موقع رابطة كرة القدم اليابانية للمحترفين (اليابانية)
- كوجي ماتسورا على موقع عالم كرة القدم.نت (الإنجليزية)